# Ак кубек (дастан)
Ак кубек (тат. Ак Күбек — белая пена) — татарский дастан, присутствующий у сибирских татар (у представителей тобольской и барабинской групп), в несколько иных версиях у алтайцев и хакасов.

## Изучение
«Ак Кубек» впервые записан академиком В. В. Радловым в 60-е годы XIX века и включен в его десятитомник «Образцы народной литературы тюркских племен, живущих в Южной Сибири и Дзунгарской степи» (1866—1899).
Научное изучение татарской версии дастана было начато в конце 1970-х годов, тогда же появились первые публикации. Дастан включен в многотомное издание татарского фольклора «Татарское народное творчество» (т.1-13, 1976—1993).

## История
Г. Н. Потанин обратил внимание на то, что записанные В.В Радловым варианты дастана «Ак Кубек» имеют сходство с текстами исторических преданий попавших в труды арабских историков Ан-Нувайри и Ибн Халдуна. Он делает вывод, что от половцев дастан перешел к египтянам, а от туда к другим «соседям иноплеменникам». Однако эта теория не подтверждается и на сегодняшний день остается догадкой.
В статье Д. М. Исхакова и И. Г. Закирова исследователи делают вывод, что в дастане «Ак Кубек» сюжеты в арабские хроники могли попасть из воспоминаний кыпчаков, попавших в плен и отправленные в арабские владения, в первую очередь, в Египет.

## Содержание
В некоем городе у бия по имени Ак Бытык родился сын, которому дали имя «Ак Кубек». Сын бия обладал рядом чудесных качеств: разговаривал ещё в чреве матери, был с детства очень силен, не вполне ещё выросший пошел звать людей на свою свадьбу и по пути встретил хана по имени Кидан. Последнему Ак Кубек не понравился и он поручил своему сыну султану Мангушу, убить его. Тот позвал его на охоту, подумав, что там легче будет его уничтожить. Но Мангуш решил действовать хитростью и поочередно попросил Ак Кубек отдать ему своего коня, собаку и ловчую птицу, когда это не получилось, попытался забрать у него саблю и горн, но и тут он не преуспел. Затем они подошли к одной горе, где Мангуш предложил её обойти с двух сторон с условием кто раньше обогнет её, тот имел право отрубить голову запоздавшему. Так как хитрый Ак Күбек попросил свою сестру устроить пир с 40 девушками и завлечь туда Мангуша, последний опьянел, а Ак Кубек его застал в постели и после ряда обрядов, отрубив ему голову, ушел домой. А между тем хан Кидан отправил к нему посла, чтобы узнать, что случилось с его сыном. Когда выяснилось, что Мангуш убит, хан собрал войско и пошел к Ак Кубеку. Причем в войске находились легендарный Салыр Казан и некто «Буйдар Алып» (при этом сам Кидан также назван «алпом»). Салыр Казан попытался убить Ак Кубека, но тот, применив ряд хитростей, в конце концов отрубил ему голову, затем врезался в войско хана Кидана, но тот оказался проворнее и вонзил в него копье. Раненый Ак Кубек ушел домой и попросил брата закопать его в землю и не трогать до пятницы, но тот разбудил его раньше срока и затем герой дастана залег в могилу и умер. После его смерти хан Кидан сражался с его братом, но затем помирился с ним и они забыли былую вражду.

## Распространение
По некоторым данным после падения сибирского ханства часть сибирско-татарских групп ушла на восток, в район Алтая, и затем вошла в состав как и алтайцев, так и хакасов, таким образом распространив дастан «Ак Кубек».